# Peter Levič
Peter Levič, slovenski politik, * 6. september 1969.
Levič je bil kot član SMS (pozneje je izstopil in postal nepovezani) poslanec 3. državnega zbora Republike Slovenije.